# Under a Pale Grey Sky
Albums de Sepultura
Nation
(2001) Revolusongs
(2002)
Under a Pale Grey Sky est un album live du groupe de thrash metal brésilien Sepultura, sorti le 24 septembre 2002 sous le label Roadrunner Records. L'album a été enregistré le soir où Max Cavalera a remis sa lettre de démission aux autres membres du groupe, à Londres.
Roadrunner Records a édité cet album alors que le groupe n'était pas sous contrat avec le label, c'est pourquoi les membres actuels de Sepultura ne le considèrent pas comme un album officiel. Les titres joués sont issus pour la plupart de l'album Roots.

## Musiciens et technique
Sepultura
- Max Cavalera - chant
- Andreas Kisser - guitare
- Paulo Jr. - guitare basse
- Igor Cavalera - batterie, percussions

## Liste des chansons

### Disque 1
| No  | Titre                                               | Durée |
| --- | --------------------------------------------------- | ----- |
| 1.  | Itsári (Intro)                                      | 1:27  |
| 2.  | Roots Bloody Roots                                  | 3:37  |
| 3.  | Spit                                                | 2:27  |
| 4.  | Territory                                           | 4:59  |
| 5.  | Monologo Ao Pé Do Ouvido (reprise de Chico Science) | 1:21  |
| 6.  | Breed Apart                                         | 4:01  |
| 7.  | Attitude                                            | 5:54  |
| 8.  | Cut-Throat                                          | 2:53  |
| 9.  | Troops of Doom                                      | 2:46  |
| 10. | Beneath the Remains / Mass Hypnosis                 | 4:00  |
| 11. | Born Stubborn                                       | 4:15  |
| 12. | Desperate Cry                                       | 2:21  |
| 13. | Necromancer                                         | 3:15  |
| 14. | Dusted                                              | 3:59  |
| 15. | Endangered Species                                  | 8:27  |

### Disc two
| No  | Titre                               | Durée |
| --- | ----------------------------------- | ----- |
| 1.  | We Who Are Not As Others            | 3:57  |
| 2.  | Straighthate                        | 5:10  |
| 3.  | Dictatorshit                        | 1:35  |
| 4.  | Refuse/Resist                       | 3:52  |
| 5.  | Arise / Dead Embryonic Cells        | 3:09  |
| 6.  | Slave New World                     | 2:42  |
| 7.  | Biotech Is Godzilla                 | 2:43  |
| 8.  | Inner Self                          | 4:36  |
| 9.  | Polícia (reprise de Titãs)          | 2:35  |
| 10. | We Gotta Know (reprise de Cro-Mags) | 3:52  |
| 11. | Kaiowas                             | 6:12  |
| 12. | Ratamahatta                         | 5:24  |
| 13. | Orgasmatron (reprise de Motörhead)  | 6:38  |